# Hem till jul
Hem till jul (norska: Hjem til jul) är en norsk dramafilm från 2012 i regi av Bent Hamer baserat på novellsamlingen Bare mjuke pakker under treet av Levi Henriksen. Filmen spelades in på plats i Östersund, Stjørdal, Røros och Duisburg. Musiken är skriven av John Erik Kaada, förutom titelspåret Home för Christmas som skrevs och framfördes av Maria Mena. Filmen hade biopremiär i Norge den 12 november 2010.

## Handling
Det är julafton i den lilla byn Skogli och folk förbereder sitt julfirande, men i norrskenet är det fortfarande några som kämpar för att hitta hem. En pappa som vägra umgås med sina barn, flyktingar som inte har någonstans att gå, en man som har lovat sin älskarinna att lämna sin familj och en läkare som inte har tid att skaffa barn.

## Rollista
- Trond Fausa Aurvaag — Paul
- Fridtjov Såheim — Knut
- Arianit Berisha — Goran
- Morten Ilseng Risnes — Thomas
- Bintu Sakor — Bintu
- Joachim Calmeyer — Simon
- Cecilie Mosli — Elise
- Tomas Norström — Kristen
- Nina Andresen Borud — Karin
- Reidar Sørensen — Jordanien
- Ingunn Beate Øyen — Johanne Jakobsen
- Henriette Steenstrup
- Gard Eidsvold — tågkonduktör
- Kai Remlov — ambulanspersonal
- Robert Skjærstad
- Sany Lesmeister — Anka
- Issaken Sawadogo — Bintus far
- Nadja Soukup — Gorans mamma
- Igor Necemer — fader
- Levi Henriksen — viktar
- Nina Zanjani — mamma och prickskytt
- Kristine Rui Slettebakken — Tone
- Kyrre Haugen Sydness — Hroar
- Aina Emilie Bækkevold — Turid
- Marcus Eiel Fagervik — Torbjørn

## Priser och utmärkelser
Filmen mottog pris för bästa manus på filmfestivalen i San Sebastián.